# Sozusa scutellata
Sozusa scutellata là một loài bướm đêm thuộc phân họ Arctiinae, họ Erebidae.